# Communauté de communes Lieuvin Pays d'Auge
Pour les articles homonymes, voir Pays d'Auge (homonymie).
La communauté de communes Lieuvin Pays d'Auge est une communauté de communes française, située dans le département de l'Eure et la région Normandie.

## Historique
Dans le cadre des dispositions de la loi portant nouvelle organisation territoriale de la République du 7 août 2015, qui prévoit que les établissements publics de coopération intercommunale (EPCI) à fiscalité propre doivent avoir un minimum de 15 000 habitants, cette intercommunalité est constituée par un arrêté préfectoral du 19 septembre 2016 par la fusion qui a pris effet le 1er janvier 2017 de : 
- communauté de communes du canton de Cormeilles
- communauté de communes du canton de Thiberville
- communauté de communes du Vièvre-Lieuvin

La commune de Vannecrocq rejoint la communauté de communes le 1er janvier 2018 à la suite de son retrait de la communauté de communes du Pays de Honfleur-Beuzeville. Quatre autres communes rejoignent la communauté de communes au 1er janvier 2019 : Fort-Moville, La Lande-Saint-Léger, Martainville et Le Torpt. Malouy rejoint également la communauté de communes.
Le 1er janvier 2019, les communes de Saint-Georges-du-Mesnil et Saint-Jean-de-la-Léqueraye fusionnent pour constituer la commune nouvelle du Mesnil-Saint-Jean.

## Territoire communautaire

### Géographie
Située dans l'ouest du département de l'Eure, la communauté de communes Lieuvin Pays d'Auge regroupe 51 communes et s'étend sur 410,6 km2.
Son territoire correspond approximativement au cœur de la région naturelle du Lieuvin et à l'extrémité orientale du pays d'Auge.

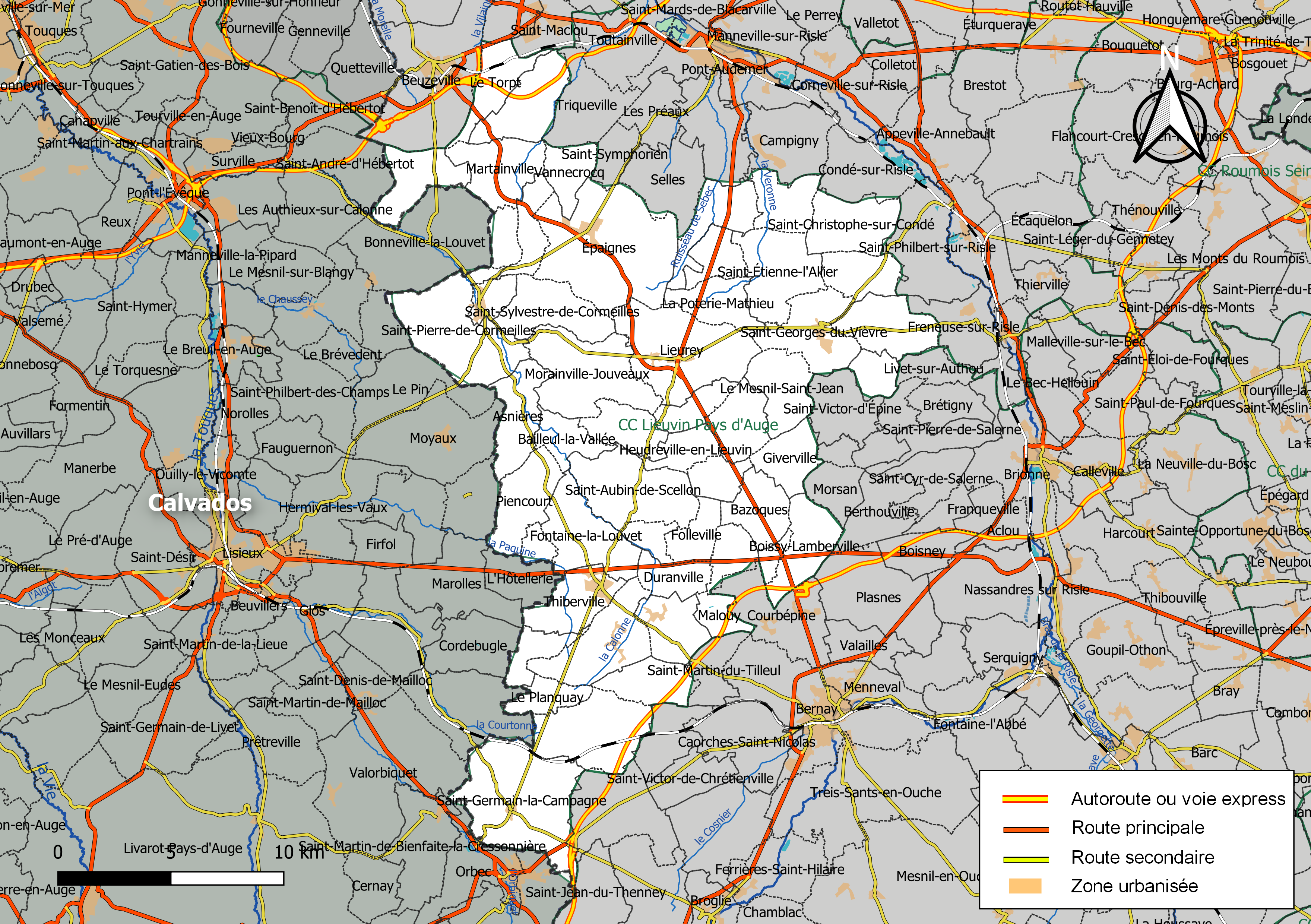
Carte de la communauté de communes Lieuvin Pays d'Auge au 1er janvier 2019.

### Composition
En 2023, la communauté de communes est composée des 51 communes suivantes :

| Nom                           | Code Insee | Gentilé                     | Superficie (km2) | Population (dernière pop. légale) | Densité (hab./km2) |
| ----------------------------- | ---------- | --------------------------- | ---------------- | --------------------------------- | ------------------ |
| Thiberville (siège)           | 27629      | Thibervillais               | 7,98             | 1 765 (2022)                      | 221                |
| Asnières                      | 27021      | Asniérois                   | 8,14             | 338 (2022)                        | 42                 |
| Bailleul-la-Vallée            | 27035      | Bailleullois                | 4,67             | 97 (2022)                         | 21                 |
| Barville                      | 27042      | Barvillois                  | 2,71             | 85 (2022)                         | 31                 |
| Bazoques                      | 27046      | Bazoquais                   | 6,9              | 140 (2022)                        | 20                 |
| Le Bois-Hellain               | 27071      |                             | 3,2              | 210 (2022)                        | 66                 |
| Boissy-Lamberville            | 27079      |                             | 8,08             | 379 (2022)                        | 47                 |
| Bournainville-Faverolles      | 27106      | Bournainvillais-Faverollais | 6,96             | 486 (2022)                        | 70                 |
| La Chapelle-Bayvel            | 27146      | Chapellais                  | 4,84             | 383 (2022)                        | 79                 |
| La Chapelle-Hareng            | 27149      |                             | 4,07             | 122 (2022)                        | 30                 |
| Cormeilles                    | 27170      | Cormeillois                 | 3,05             | 1 136 (2022)                      | 372                |
| Drucourt                      | 27207      | Drucourtois                 | 11,97            | 576 (2022)                        | 48                 |
| Duranville                    | 27208      | Duranvillais                | 4,73             | 144 (2022)                        | 30                 |
| Épaignes                      | 27218      | Épagnols                    | 26,1             | 1 562 (2022)                      | 60                 |
| Épreville-en-Lieuvin          | 27222      | Éprevillais                 | 6,72             | 199 (2022)                        | 30                 |
| Le Favril                     | 27237      | Favrilois                   | 4,03             | 183 (2022)                        | 45                 |
| Folleville                    | 27248      | Follevillois                | 6,16             | 192 (2022)                        | 31                 |
| Fontaine-la-Louvet            | 27252      | Lupifontains                | 11,11            | 338 (2022)                        | 30                 |
| Fort-Moville                  | 27258      | Fort-Movillais              | 9,32             | 510 (2022)                        | 55                 |
| Fresne-Cauverville            | 27269      | Fresnais                    | 6,15             | 190 (2022)                        | 31                 |
| Giverville                    | 27286      | Givervillais                | 6,14             | 382 (2022)                        | 62                 |
| Heudreville-en-Lieuvin        | 27334      | Heudrevillais               | 4,15             | 115 (2022)                        | 28                 |
| La Lande-Saint-Léger          | 27361      | Landais                     | 7,96             | 404 (2022)                        | 51                 |
| Lieurey                       | 27367      | Leucoroyaltains             | 18,21            | 1 471 (2022)                      | 81                 |
| Malouy                        | 27381      |                             | 3,14             | 171 (2022)                        | 54                 |
| Martainville                  | 27393      | Martainvillais              | 9,09             | 497 (2022)                        | 55                 |
| Le Mesnil-Saint-Jean          | 27541      |                             | 7,85             | 166 (2022)                        | 21                 |
| Morainville-Jouveaux          | 27415      | Morainvillais               | 15,39            | 372 (2022)                        | 24                 |
| Noards                        | 27434      | Noardais                    | 4,21             | 61 (2022)                         | 14                 |
| La Noë-Poulain                | 27435      |                             | 4,7              | 251 (2022)                        | 53                 |
| Piencourt                     | 27455      | Piencourtois                | 8,7              | 169 (2022)                        | 19                 |
| Les Places                    | 27459      | Plaçois                     | 1,93             | 74 (2022)                         | 38                 |
| Le Planquay                   | 27462      | Planquayens                 | 4,04             | 161 (2022)                        | 40                 |
| La Poterie-Mathieu            | 27475      |                             | 6,41             | 166 (2022)                        | 26                 |
| Saint-Aubin-de-Scellon        | 27512      | Saint-aubinois              | 13,9             | 330 (2022)                        | 24                 |
| Saint-Benoît-des-Ombres       | 27520      |                             | 3,63             | 142 (2022)                        | 39                 |
| Saint-Christophe-sur-Condé    | 27522      | Saint-christophiens         | 9                | 429 (2022)                        | 48                 |
| Saint-Étienne-l'Allier        | 27538      | Stéphanois                  | 11,32            | 524 (2022)                        | 46                 |
| Saint-Georges-du-Vièvre       | 27542      | Géorgiens                   | 10,19            | 894 (2022)                        | 88                 |
| Saint-Germain-la-Campagne     | 27547      |                             | 22,23            | 858 (2022)                        | 39                 |
| Saint-Grégoire-du-Vièvre      | 27550      | Saint-grégoriens            | 8,97             | 312 (2022)                        | 35                 |
| Saint-Mards-de-Fresne         | 27564      | Flaviniens                  | 13,49            | 344 (2022)                        | 26                 |
| Saint-Martin-Saint-Firmin     | 27571      | Saint-Martinois             | 6,37             | 336 (2022)                        | 53                 |
| Saint-Pierre-de-Cormeilles    | 27591      | Saint-Corpierais            | 17,29            | 580 (2022)                        | 34                 |
| Saint-Pierre-des-Ifs          | 27594      |                             | 6,17             | 258 (2022)                        | 42                 |
| Saint-Siméon                  | 27603      | Saint-Siméonais             | 7,49             | 323 (2022)                        | 43                 |
| Saint-Sylvestre-de-Cormeilles | 27605      |                             | 9,5              | 226 (2022)                        | 24                 |
| Saint-Vincent-du-Boulay       | 27613      |                             | 6,56             | 370 (2022)                        | 56                 |
| Le Theil-Nolent               | 27627      | Tinolentais                 | 4,11             | 272 (2022)                        | 66                 |
| Le Torpt                      | 27646      | Torptais                    | 6,59             | 460 (2022)                        | 70                 |
| Vannecrocq                    | 27671      | Vannecrocquais              | 4,93             | 163 (2022)                        | 33                 |

### Démographie
| 1968   | 1975   | 1982   | 1990   | 1999   | 2010   | 2015   | 2021   |
| ------ | ------ | ------ | ------ | ------ | ------ | ------ | ------ |
| 15 574 | 15 074 | 15 366 | 15 715 | 16 244 | 18 925 | 20 378 | 20 367 |

## Administration

### Siège
Le siège de la communauté de communes est situé à Thiberville, 21 Bis Rue de Lisieux.

### Élus
La communauté de communes est administrée par son conseil communautaire, composé pour la mandature 2020-2026  de  69 conseillers municipaux représentant chacune des  communes membres et répartis de la manière suivante en fonction de leur population :

-  6 délégués pour Thiberville ;

-  5 délégués pour Épaignes ;

-  4  délégués pour Lieurey ;

-  3 délégués pour  Cormeilles ;

- 2 délégués pour Saint-Georges-du-Vièvre, Saint-Germain-la-Campagne, Saint-Pierre-de-Cormeilles, Drucourt ;

- 1 délégué ou son suppléant pour les autres communes.

Au terme des élections municipales de 2014 dans l'Eure, le conseil communautaire renouvelé à réélu son président, Hervé Morin, président de la Région Normandie et ancien ministre, ainsi que ses  onze vice-présidents, qui sont : 
1. Étienne Leroux, maire-adjoint de  Saint-Georges-du-vièvre, chargé des finances et des ressources humaines) ;
2. Micheline Paris-Touquet, maire du Planquay, chargée de la santé, de l'urbanisme et de l'aide à domicile) ;
3. Jacques Enos, maire de Morainville-Jouveaux, chargé du développement durable ;
4. Marie-Paule Leblanc, maire d’Epaignes, chargée du développement économique ;
5. Gilbert Larcher, maire de Boissy-Lamberville, chargé de l'enfance-jeunesse et de l'orientation ;
6. Jean-Claude Quesnot, maire de Saint-Georges-du-Vièvre, chargé des équipements sportifs ;
7. Pierre Legros, maire de Fontaine-la-Louvet, chargé des ordures ménagères ;
8. Jean-Pierre Capon, maire de Saint-Sylvestre-de-Cormeilles, chargé de la voirie ;
9. Pascal Cauche, maire de Cormeilles, chargé du tourisme et de la  communication ;
10. Isabelle Simon, maire de Lieurey, chargée des transports scolaires ;
11. Michel Bréquigny, élu à Thiberville, chargé de la vie associative et de la culture.

Isabelle Simon, démissionnaire de la mairie de Lieurey en octobre 2021, est remplacée comme vice-présidente par Guy Lainey, élu maire de la commune et désormais vice-président aux transports pour la fin de la mandature 2020-2026.

### Liste des présidents
| Période      | Période                      | Identité    | Étiquette | Qualité |
| ------------ | ---------------------------- | ----------- | --------- | --- |
| janvier 2017 | En cours (au 9 juillet 2020) | Hervé Morin | LC        | Administrateur des services à l'Assemblée nationale Ancien ministre Ancien maire (1995 → 2016) puis conseiller municipal d'Épaignes Président du Conseil régional de Normandie (2016 → ) Président de la CC du canton de Cormeilles (1995 → 2016) Réélu pour le mandat 2020-2026 |

### Compétences
La communauté de communes exerce les compétences qui lui ont été transférées par les communes membres, dans les conditions déterminées par le code général des collectivités territoriales. Aux termes de l'arrêté préfectoral du 23 septembre 2019, il s'agit de : 
- Développement économique : zones d'activité ; politique locale du commerce et soutien aux activités commerciales d'intérêt communautaire ; promotion touristique dont création d'offices de tourisme ; sentiers de randonnée, répertoriés par les offices de tourisme de son territoire, qui font l'objet d'une publication dans des guides ; terrains de camping ;
- Aménagement de l'espace : schéma de cohérence territoriale (SCoT) et schéma de secteur ;
- Aires d'accueil des gens du voyage et des terrains familiaux locatifs ;
- Collecte et traitement des déchets des ménages et déchets assimilés ;
- Gestion des milieux aquatiques et prévention des inondations (GEMAPI) : aménagement d'un bassin ou d'une fraction de bassin hydrographique, entretien et aménagement d'un cours d'eau, canal, lac ou plan d'eau, y compris leurs accès, défense contre les inondations et contre la mer, protection et restauration des sites, des écosystèmes aquatiques et des zones humides ainsi que des formations boisées riveraines ;
- Protection et mise en valeur de l'environnement, le cas échéant dans le cadre des schémas départementaux et soutien aux actions de maîtrise de l'énergie, enfouissement du réseau aérien Orange ;
- Politique du logement et cadre de vie : opérations groupées d'amélioration de l'habitat (de type opération groupée patrimoine, opération programmée d'amélioration de l'habitat, programme d'intérêt général) ;
- Création, aménagement et entretien de la voirie d'intérêt communautaire, à l'exception de l'éclairage public d'ornement ainsi que la création, l'aménagement et l'entretien des centres-bourgs et des lotissements existants et nouveaux ;
- Équipements culturels et sportifs d'intérêt communautaire.
- Action Sociale : résidences d'accueil pour personnes âgées d'intérêt communautaire ; service d'aide à domicile et auxiliaire de vie pour les personnes âgées et/ou dépendantes ; maisons des associations d'intérêt communautaire ; adhésion à la mission locale ouest de l'Eure ; équipements d'accueil de loisirs et périscolaire, de culture, de jeunesse d'intérêt communautaire ; relais d'assistant(e)s maternel(le)s ; activités impliquant la participation d'intervenants agréés par l'Éducation nationale dans les écoles maternelles et primaires ; acquisition et entretien du matériel pédagogique mis à disposition des associations chargées du périscolaire ;
- Assainissement non collectif (contrôle, réhabilitation, entretien des installations autonomes d'assainissement non collectif) ;
- Déploiement très haut débit.
- Transports Collectifs : gestion et transport des élèves dans les établissements primaires et secondaires et dans le cadre des activités scolaires, périscolaires, extrascolaires, culturelles et sociales.
- Santé : maisons de santé à l'exclusion de la maison de santé située 17 place du théâtre 27260 CORMEILLES.
- Urbanisme : instruction de demandes d'autorisation d'urbanisme ;

La communauté de communes Lieuvin Pays d'Auge adhère au Syndicat mixte du bassin versant de la Touques.
La communauté de communes Lieuvin Pays d'Auge, qui était la seule intercommunalité de Normandie à ne pas en disposer, a décidé  en janvier 2023, après plusieurs années d'hésitations, de se doter d'un plan local d'urbanisme intercommunal (PLUi) qui devra être approuvé avant 2026 afin d'éviter de se faire imposer les règles d'urbanisme par l'État.

### Régime fiscal et budget
Le régime fiscal de la communauté de communes est la fiscalité additionnelle avec fiscalité professionnelle de zone et sans fiscalité professionnelle sur les éoliennes.
Elle ne reverse pas de dotation de solidarité communautaire (DSC) à ses communes membres.

## Projets et réalisations
Conformément aux dispositions légales, une communauté de communes a pour objet d'associer des « communes au sein d'un espace de solidarité, en vue de l'élaboration d'un projet commun de développement et d'aménagement de l'espace ».